# Don Pasquale
Don Pasquale é uma ópera-bufa em três atos de Gaetano Donizetti, com libreto de Giovanni Ruffini. Foi escrita quando Donizetti fora nomeado diretor musical da corte do imperador Fernando I da Áustria, e foi a antepenúltima das 66 óperas que escreveu.

## Sinopse

### Ato I
Don Pasquale é um velho celibatário, rico, polido e bondoso. Quer que seu sobrinho Ernesto se case com uma jovem que ele goste, mas ele ama Norina, uma bela e pobre jovem, que depende do dinheiro do tio. Don Pasquale diz que se Ernesto não se casar com quem ele quer, ele o deserda e o próprio Don Pasquale vai procurar uma noiva para si próprio. O Dr. Malatesta, amigo e servidor de Don Pasquale, consegue-lhe uma noiva: a irmã de Malatesta.
Na casa de Norina, Malatesta diz que vai ajudá-la no casamento de Ernesto, mas deverá seguir suas ordens, sendo a primeira tornar-se a noiva prometida para Don Pasquale. Deve fingir que não tem defeito algum, e começam a discutir como proceder.

### Ato II
Novamente na casa de Don Pasquale, Ernesto lamenta sua sorte: ficará sem herança, sem casa e sem Norina, uma vez que não terá dinheiro para casar. Don Pasquale aguarda por Malatesta, que chega ao lado de Norina, com o rosto coberto por um véu. Norina se mostra com receio e Don Pasquale se revela encantado, enquanto Norina e Malatesta riem. Norina diz que não gosta de sair de casa para fazer nada, e afirma que seu nome é Sofronia. Quando ela tira o véu, Don Pasquale desfalece diante de tanta beleza e ordena a Malatesta buscar o juiz de paz, mas ele já está aguardando.
O juiz, que na verdade é um criado pago por Malatesta, celebra o casamento entre "Sofronia" e Don Pasquale. Ernesto chega e Don Pasquale explica que, como ele não se casou com quem ele queria, ele mesmo se casou com ela. Ernesto vê que é Norina e cobra-lhe explicações. Em segredo, Norina explica tudo a Ernesto e fá-lo assinar o contrato de casamento, como testemunha. Ernesto ri e é expulso por Don Pasquale. Norina se enfurece com Don Pasquale e o decepciona, demonstrando ser exatamente o avesso do que ele esperava.

### Ato III

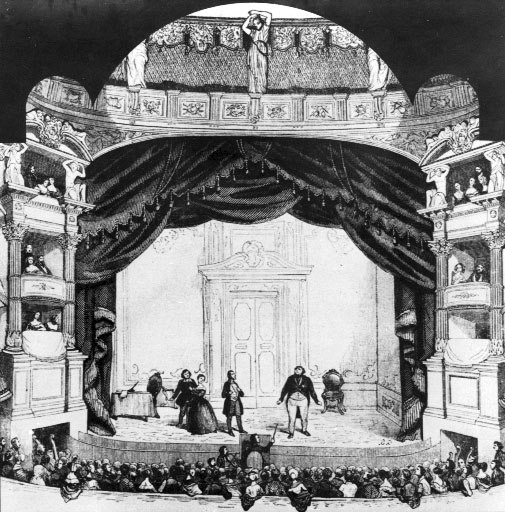
Encenação da ópera Don Pasquale na Salle Ventadour em Paris (1843)

Por todos os lados da casa de Don Pasquale estão os pacotes das compras de "Sofronia" e enquanto isso, não param de entrar e sair os inúmeros serviçais que ela contratou. Don Pasquale está perplexo com tamanha futilidade e, principalmente, com o dinheiro que está perdendo com aquilo. Norina avisa que vai ao teatro e discute com Don Pasquale, a ponto de lhe desferir um tapa, embora se arrependa depois. Don Pasquale avisa que vai se divorciar, e depois encontra um bilhete dizendo que alguém esperaria pela "adorada Sofronia", naquela mesma noite. Malatesta chega e vê Don Pasquale arrasado, e propõe que surpreendam Sofronia e seu amante. Se a traição for comprovada, ele poderá requerer o divórcio.
No jardim, Ernesto canta uma serenata e aparece Norina, trocando juras de amor com ele. Don Pasquale focaliza Norina pela lanterna e esta diz que está apenas passeando. Malatesta diz que haverá um novo casamento na casa de Don Pasquale e por isso Norina deve sair. Norina (ainda como Sofronia), finge que está perplexa, e Malatesta avisa que a mulher que vai se casar é Norina, com Ernesto. Don Pasquale fica feliz por poder se livrar de Sofronia, que diz se opor ao casamento e só acreditar vendo.
Don Pasquale consente, enfim, o casamento. Malatesta revela que Sofronia na verdade era Norina, e que a farsa inventada foi apenas para mostrar o risco de ele se casar com alguém muito mais jovem. Malatesta, Ernesto e Norina, então, rogam perdão a Don Pasquale, e ele, muito feliz, dá-lhes a bênção e concede a herança natural.

## Personagens
- Don Pasquale (baixo)
- Dr. Malatesta (barítono)
- Ernesto (tenor)
- Norina (soprano)
- Um notário (baixo)

## Histórico
A ópera estreou em 3 de janeiro de 1843 no Théãtre Italien de Paris, com Giulia Grisi como Norina e Luigi Lablache como Don Pasquale. No mesmo ano foi também apresentada em Londres e Viena. Foi apresentada nos anos seguintes em diversas cidades da Europa e chegou a Nova York em 1846.
Em 1904, Enrico Caruso liderou o elenco em nova montagem em Nova York.
No Brasil, a primeira montagem foi levada ao palco do Teatro Provisório do Rio de Janeiro em 12 de fevereiro de 1853. A primeira versão no Theatro Municipal do Rio de Janeiro foi realizada apenas em 1945, mas desde então foram 17 temporadas até 2015.